# Ganna Aksamit
Ganna Aksamit est une joueuse de volley-ball ukrainienne née le 29 mai 1983 à Sievierodonetsk. Elle mesure 1,87 m et joue au poste de attaquante.

## Clubs
| Club                | De        | À         |
| ------------------- | --------- | --------- |
| VK Severodontchanka | 1998-1999 | 2006-2007 |
| Impouls Volgodonsk  | 2007-2008 | 2007-2008 |
| VK Severodontchanka | 2011-2012 | …         |

## Palmarès
- Coupe d'Ukraine
  - Finaliste : 2013.